# Killeshandra
Killeshandra (irl. Cill na Seanrátha) – wieś w hrabstwie Cavan w Irlandii, położona ok. 20 km na północny zachód od Cavan. Miasto powstało, jak większość miast w tym regionie, w czasie trwania procesu plantacji Ulsteru. Liczba ludności w 2011 roku wynosiła 364 mieszkańców.